# نوبانک
نوبانک (انگلیسی: Nubank) شرکت خدمات مالی و بانکداری برزیلی است، که در سال ۲۰۱۳ توسط دیوید ولز تأسیس شد.